# Kırgıl, Salıpazarı
Kırgıl là một xã thuộc huyện Salıpazarı, tỉnh Samsun, Thổ Nhĩ Kỳ. Dân số thời điểm năm 2010 là 552 người.